# らじ丸にっち!
らじ丸 にっち!（らじまる にっち!）は、2023年4月2日から青森放送（RABラジオ）で日曜 12:00 - 15:00に放送されているラジオ番組。

## 概要
- 本番組は2023年春改編により、2000年から23年間にわたって放送された『良平のラジオにおいでよ!!』の後番組として開始された。

## 出演者

### メインパーソナリティ
- 夏目浩光（ラジオ制作部ディレクター、2023年4月2日 - [1]。）
- 伊東幸子（RABアナウンサー、不定期で後述のアシスタントとして出演するほか、2023年8月6日・10月1日は夏目が出演できなかったため夏目の代打としてメインパーソナリティーを担当[2]。）

### アシスタント
- RABアナウンサー（毎週アナウンサー1名がアシスタントを担当）

番組内で放送されるニュースは原則アシスタントが担当するが、公開放送等で出演者が青森放送本社スタジオに不在の場合は本社スタジオに別途RABのアナウンサーがニュース担当としてスタンバイしている。

## 主なコーナー
- 青森ヒットチャート
- らじにっち!特集
- にちようブックス
- そふえの母さんのフィッシング情報（第1、第3）
- 布団ショップみやかわ快適安眠ライフ（第2、第4）
- 元気長生き青森県ワンポイントアドバイス
- サンデー流暮らしの知恵袋ラジオ版

※一部コーナーは良平のラジオにおいでよ!!から継続。

## その他
- 2023年9月17日は夜越山森林公園（平内町）、2023年10月22日と2024年10月20日はいまべつ総合体育館（今別町）、2024年7月14日はカクヒログループスーパーアリーナ（青森市総合体育館、青森市）から公開生放送を行った。
- 毎年9月1週目は『青森県民駅伝競走大会』のラジオ中継を編成するため、本番組は14:00 - 15:00の短縮放送となる。
- 12月24日が日曜日に該当する年は『RABラジオ・チャリティー・ミュージックソン』放送のため、本番組は休止となる。
- 毎年1月3週目は12:00 - 12:15に『天皇盃全国男子駅伝 まもなくスタート』（中国放送制作）を、12:15 - 15:15に『天皇盃全国都道府県対抗男子駅伝競走大会実況中継』（中国放送制作）をネット受けするため本番組は休止となる[4]。
- 2023年12月31日は本番組を休止し、12:05 - 13:00に事前に収録を行った『らじ丸にっち!ミニ』を放送した[5]。